# هادسن سافت
هادسون سافت (انگلیسی: Hudson Soft) یک شرکت سازنده بازی‌های رایانه‌ای بود. این شرکت در سال ۲۰۱۲ با شرکت کونامی ادغام شد.